# Freedom (Theme from Panther)
"Freedom (Theme from Panther)" é a canção tema do filme Panther (1995), lançada como single em abril de 1995 através da Mercury Records e incluída na trilha sonora. Mais de sessenta musicistas afro-americanas de grupos e artistas de pop, R&B e hip-hop compõem o refrão; incluindo En Vogue, Xscape, Aaliyah, Vanessa L. Williams, Mary J. Blige, MC Lyte, SWV, TLC e Monica. "Freedom" foi gravada imediatamente após o American Music Awards de 1995 e homenageia figuras históricas da resistência negra, como Harriet Tubman, Sojourner Truth, Rosa Parks e Angela Davis. É um cover da canção de mesmo nome da cantora Joi, presente em seu álbum The Pendulum Vibe (1994).
"Freedom" alcançou a 45ª posição da Billboard Hot 100. O videoclipe da canção foi dirigido por Antoine Fuqua.

## Listas de faixas
CD single
1. "Freedom (Theme from Panther)" (4:30)
2. "Freedom (Theme from Panther)" (versão rap) (4:20)
3. "Freedom (Theme from Panther)" (edit) (4:04)

Vinil single
1. "Freedom (Theme from Panther)" (Diamond D's Crystal Mix) (6:06)
2. "Freedom (Theme from Panther)" (The Black Bag Mix) (4:30)
3. "Freedom (Theme from Panther)" (Dallas' Vocal Rap Mix) (4:30)
4. "Freedom (Theme from Panther)" (Dallas' Dirty Half Dozen Mix) (5:08)
5. "Freedom (Theme from Panther)" (Dallas' Clean Half Dozen Mix) (4:20)

## Artistas contribuintes
- Aaliyah
- Angie Stone
- Felicia Adams
- May May Ali
- MC Lyte
- Amel Larrieux
- Az-Iz
- Blackgirl
- Mary J. Blige
- Tanya Blount
- Brownstone
- Casserine
- Changing Faces
- Tyler Collins
- N'Dea Davenport
- Da 5 Footaz
- E.V.E. (Ebony Vibe Everlasting)
- Emàge
- En Vogue
- Eshe & Laurneá (do Arrested Development
- Female
- For Real
- Penny Ford
- Lalah Hathaway
- Jade
- Jamecia
- Jazzyfatnastees
- Queen Latifah
- Billy Lawrence
- Joi
- Brigette McWilliams
- Milira
- Miss Jones
- Cindy Mizelle
- Monica
- Me’Shell NdegéOcello
- Natasha
- Nefertiti
- Patra
- Pebbles
- Pure Soul
- Raja-Nee
- Brenda Russell
- SWV
- Salt-N-Pepa
- Chantay Savage
- Sonja Marie
- Tracie Spencer
- Sweet Sable
- TLC
- Terri & Monica
- Vybe
- Crystal Waters
- Caron Wheeler
- Karyn White
- Vanessa Williams
- Xscape
- Y?N-Vee
- Zhané